# Семенов Яр
Семёнов Яр (укр. Семенів Яр), село,
Богодуховский городской совет,
Богодуховский район,
Харьковская область.
Код КОАТУУ — 6320810104. Население по переписи 2001 г. составляет 767 (334/433 м/ж) человек.

## Географическое положение
Село Семенов Яр находится на левом берегу реки Мерла.
Село примыкает к г. Богодухову,
сёлам Мусийки
и Павловка.
В селе есть железнодорожная станция Семёнов Яр.
Рядом проходит автомобильная дорога Р-46.

## История
- 1690 — дата основания.

## Экономика
- Лесопитомник.